# 弓紋刺蓋魚
弓紋刺蓋魚，又稱灰面蓋刺魚，為輻鰭魚綱鱸形目鱸亞目蓋刺魚科的其中一個種。

## 分布
本魚分布於西大西洋區，包括美國、墨西哥、尼加拉瓜、巴拿馬、哥斯大黎加、加勒比海各島嶼、巴西、哥倫比亞、委內瑞拉、法屬圭亞那、蓋亞那、蘇利南等海域。

## 深度
水深2至30公尺。

## 特徵
本魚體卵形而側扁，吻短稍尖，吻部白色，體褐色，鱗片具斑點，尾鰭及臀鰭延長。背鰭硬棘9枚，軟條31至33枚；臀鰭硬棘3枚，軟條23至25枚；體長可達60公分。

## 生態
本魚棲息於珊瑚礁區，通常單獨或成對出現，屬雜食性，以海綿、藻類、珊瑚蟲等為食。

## 經濟利用
為高價值觀賞魚，較少人食用。有報告指出其體內具有雪卡魚毒。